# ケファロニア島
ケファロニア島（ケファロニアとう、Κεφαλονιά / Kefalonia）は、イオニア海に所在するギリシャ領の島で、地理的・行政的なイオニア諸島において最大の面積をもつ。島で最大の町はアルゴストリ。

## 名称
ケファロニア島は Κεφαλλονιά とも表記され、またケファリニア島（Κεφαλληνία）とも表記される。古代ギリシア語ではケファリニア島（Κεφαλληνία）と呼ばれた。イタリア語・英語ではいずれもケファロニア島（イタリア語: Cefalonia ; 英語: Cephalonia）と呼ばれた。この島の名のラテン文字転記には Cephalonia, Cephallenia, Cephallonia, Kefallinia, Kefallonia などがある。

## 地理

### 位置・広がり
ギリシャ共和国西部、行政的なイオニア諸島地方（ペリフェリア）の南部に所在する、イオニア諸島では最大の面積を持つ島である。中心地アルゴストリは、ケルキラから南南東へ約170キロメートル、レフカダから南南西へ約75キロメートル、パトラから西へ約110キロメートル、ザキントスから西北へ約57キロメートルの距離にある。
山がちな島で、平地は全体の15%ほどしかない。

### 主要な都市・集落
1,000人以上の都市・集落は以下の通り（人口は2001年国勢調査時点）。
- アルゴストリ（アルゴストリ地区） - 9,037人
- リクスリ (Lixouri) （パリキ地区） - 3,610人
- サミ（サミ地区） - 1,223人

## 行政区画

### ケファリニア県
ケファリニア県（Περιφερειακή ενότητα Κεφαλληνίας）は、イオニア諸島地方に属する行政区（ペリフェリアキ・エノティタ）である。カリクラティス改革（2011年1月施行）によって旧ケファリニア県からイタキ島がイタキ県として分離したため、現在のケファリニア県はケファロニア市1市のみからなる。

### 自治体（ディモス）
ケファロニア市（Δήμος Κεφαλονιάς）は、イオニア諸島地方ケファリニア県に属する基礎自治体（ディモス）である。ケファロニア島全体をその市域とする。
現在のケファロニア市は、カリクラティス改革（2011年1月施行）にともない、アルゴストリ市をはじめとする自治体が合併して発足した。旧自治体は、新自治体を構成する行政区（ディモティキ・エノティタ）となっている。
下表の番号は、下に掲げた「旧自治体」地図の番号に相当する。下表の「旧自治体名」欄は、無印がディモス（市）、※印がキノティタ（村）の名を示す。
- 旧ケファリニア県の旧自治体（1999年 - 2010年）
- ケファリニア県・ケファロニア市（2011年から）

|   | 旧自治体           | 綴り           | 政庁所在地            | 面積 km2 | 人口   |
| - | ------------------ | -------------- | --------------------- | -------- | ------ |
| 1 | アルゴストリ       | Αργοστόλι      | アルゴストリ (el)     | 151.6    | 12,589 |
| 2 | エリオス＝プロンニ | Ελειός-Πρόννοι | パストラ (el)         | 111.7    | 3,840  |
| 3 | エリソス           | Έρισος         | ヴァシリキアデス (en) | 78.1     | 1,963  |
| 5 | リヴァトス         | Λειβαθός       | ケラミエス (el)       | 65.2     | 4,663  |
| 6 | パリキ             | Παλική         | リクスリ (el)         | 119.3    | 7,836  |
| 7 | サミ               | Σάμη           | サミ                  | 129.3    | 2,895  |
| 8 | ピラロス           | Πύλαρος        | アヤ・エフィミア (en) | 81.1     | 1,565  |
| 9 | オマラ             | Ομαλά          | ヴァルサマタ (el)     | 46.7     | 1,053  |

- Διοικητική διαίρεση νομού Κεφαλληνίας (πρόγραμμα Καποδίστριας) - 旧ケファリニア県の自治体・集落一覧（1999年 - 2010年）

## 歴史・文化
第二次世界大戦中の1943年に、島に駐留するイタリア軍が降伏した際、ドイツ国防軍によって将兵117人が虐殺される事件が発生した。事件は後に『コレリ大尉のマンドリン』として小説化され、2001年に同作映画の舞台となった。

## 観光
観光客の60%以上がイギリスから来島している。
2022年に洞窟、シンクホール、地下河川などのカルスト地形の宝庫として隣のイタキ島と共にユネスコ世界ジオパークに登録されている。